# روبرت س. ميلر
روبرت س. ميلر (بالإنجليزية: Robert C. Miller)‏ هو عالم أرصاد أمريكي، ولد في 1920 في لوس أنجلوس في الولايات المتحدة، وتوفي في 1998 في لوريل في الولايات المتحدة.